# Mistrzostwa Azji U-17 w piłce nożnej
Mistrzostwa Azji U-16 w piłce nożnej to rozgrywki przeznaczone dla młodzieży do 16 lat organizowane co dwa lata (początkowo co rok). W latach 2002–2008 rozgrywki prowadzono w kategorii wiekowej do lat 17.
Opiekę nad zawodami sprawuje AFC. Do 1986 roku zawody miały się odbywać co roku w Katarze, lecz plany zmieniono.
| Rok         | Gospodarz        |                  | Finał                                    | Finał                                    | Finał                                    |                       | Mecz o trzecie miejsce                   | Mecz o trzecie miejsce                   | Mecz o trzecie miejsce                   |
| Rok         | Gospodarz        | Mistrz           | Wynik                                    | Wicemistrz                               | Trzecie miejsce                          | Wynik                 | Czwarte miejsce                          |                                          |                                          |
| ----------- | ---------------- | ---------------- | ---------------------------------------- | ---------------------------------------- | ---------------------------------------- | --------------------- | ---------------------------------------- | ---------------------------------------- | ---------------------------------------- |
| 1985 Wyniki | Katar            | Arabia Saudyjska | 4–3                                      | Katar                                    | Irak                                     | 1–0                   | Tajlandia                                |                                          |                                          |
| 1986 Wyniki | Katar            | Korea Południowa | 0–0 (5–4) Rzuty karne                    | Katar                                    | Arabia Saudyjska                         | 2–0                   | Korea Północna                           |                                          |                                          |
| 1988 Wyniki | Tajlandia        | Korea Południowa | 2–0                                      | Bahrajn                                  | Chiny                                    | 1–1 (4–3) Rzuty karne | Irak                                     |                                          |                                          |
| 1990 Wyniki | ZEA              | Katar            | 2–0                                      | ZEA                                      | Chiny                                    | 5–0                   | Indonezja                                |                                          |                                          |
| 1992 Wyniki | Arabia Saudyjska | Chiny            | 2–2 (8–7) Rzuty karne                    | Katar                                    | Arabia Saudyjska                         | 2–1                   | Korea Północna                           |                                          |                                          |
| 1994 Wyniki | Katar            | Japonia          | 1–0 Po dogrywce                          | Katar                                    | Oman                                     | 3–2                   | Bahrajn                                  |                                          |                                          |
| 1996 Wyniki | Tajlandia        | Oman             | 1–0                                      | Tajlandia                                | Bahrajn                                  | 0–0 (4–1) Rzuty karne | Japonia                                  |                                          |                                          |
| 1998 Wyniki | Katar            | Tajlandia        | 1–1 (3–2) Rzuty karne                    | Katar                                    | Bahrajn                                  | 5–1                   | Korea Południowa                         |                                          |                                          |
| 2000 Wyniki | Wietnam          | Oman             | 1–0                                      | Iran                                     | Japonia                                  | 4–2                   | Wietnam                                  |                                          |                                          |
| 2002 Wyniki | ZEA              | Korea Południowa | 1–1 (5–3) Rzuty karne                    | Jemen                                    | Chiny                                    | 1–0                   | Uzbekistan                               |                                          |                                          |
| 2004 Wyniki | Japonia          | Chiny            | 1–0                                      | Korea Północna                           | Katar                                    | 2–1                   | Iran                                     |                                          |                                          |
| 2006 Wyniki | Singapur         | Japonia          | 4–2 po dogrywce                          | Korea Północna                           | Tadżykistan                              | 3–3 (5–4) Rzuty karne | Syria                                    |                                          |                                          |
| 2008 Wyniki | Uzbekistan       | Iran             | 2–1                                      | Korea Południowa                         | Zjednoczone Emiraty Arabskie             | –                     | Japonia                                  |                                          |                                          |
| 2010 Wyniki | Uzbekistan       | Korea Północna   | 2–0                                      | Uzbekistan                               | Australia                                | –                     | Japonia                                  |                                          |                                          |
| 2012 Wyniki | Iran             | Uzbekistan       | 1–1 (3–1) Rzuty karne                    | Japonia                                  | Iran                                     | –                     | Irak                                     |                                          |                                          |
| 2014 Wyniki | Tajlandia        | Korea Północna   | 2–1                                      | Korea Południowa                         | Australia                                | –                     | Syria                                    |                                          |                                          |
| 2016 Wyniki | Indie            | Irak             | 0–0 (4–3) Rzuty karne                    | Iran                                     | Japonia                                  | –                     | Korea Północna                           |                                          |                                          |
| 2018 Wyniki | Malezja          | Japonia          | 1–0                                      | Tadżykistan                              | Australia                                | –                     | Korea Południowa                         |                                          |                                          |
| 2020        | Bahrajn          |                  | Nie rozegrano z powodu pandemii COVID-19 | Nie rozegrano z powodu pandemii COVID-19 | Nie rozegrano z powodu pandemii COVID-19 |                       | Nie rozegrano z powodu pandemii COVID-19 | Nie rozegrano z powodu pandemii COVID-19 | Nie rozegrano z powodu pandemii COVID-19 |
| 2023 Wyniki | Tajlandia        |                  | Japonia                                  | 3–0                                      | Korea Południowa                         |                       | Iran                                     | –                                        | Uzbekistan                               |
| 2025 Wyniki | Arabia Saudyjska |                  | Uzbekistan                               | 2–0                                      | Arabia Saudyjska                         |                       | Korea Północna                           | –                                        | Korea Południowa                         |

## Sukcesy dla krajów
| Drużyna                      | Mistrz               | Wicemistrz                           | Trzecie miejsce      | Czwarte miejsce |
| ---------------------------- | -------------------- | ------------------------------------ | -------------------- | --------------- |
| Japonia                      | 3 (1994, 2006, 2018) | 1 (2012)                             | 1 (2000)             | 1 (1996)        |
| Korea Północna               | 2 (2010, 2014)       | 2 (2004, 2006)                       | -                    | 2 (1986, 1992)  |
| Korea Południowa             | 2 (1986, 2002)       | 2 (2008, 2014)                       | -                    | 1 (1998)        |
| Arabia Saudyjska             | 2 (1985, 1988)       | 1 (2025)                             | 2 (1986, 1992*)      | -               |
| Uzbekistan                   | 2 (2012, 2025)       | 1 (2010*)                            | -                    | 1 (2002)        |
|                              | 2 (1992, 2004)       | -                                    | 3 (1988, 1990, 2002) | -               |
| Oman                         | 2 (1996, 2000)       | -                                    | 1 (1994)             | -               |
| Katar                        | 1 (1990)             | 5 (1985*, 1986*, 1992, 1994*, 1998*) | 1 (2004)             | -               |
|                              | 1 (2008)             | 2 (2000, 2016)                       | -                    | 1 (2004)        |
| Tajlandia                    | 1 (1998)             | 1 (1996*)                            | -                    | 1 (1985)        |
| Irak                         | 1 (2016)             | -                                    | 1 (1985)             | 1 (1988)        |
| Bahrajn                      | -                    | 1 (1988)                             | 2 (1996, 1998)       | 1 (1994)        |
| Tadżykistan                  | -                    | 1 (2018)                             | 1 (2006)             | -               |
| Zjednoczone Emiraty Arabskie | -                    | 1 (1990*)                            | -                    | -               |
| Jemen                        | -                    | 1 (2002)                             | -                    | -               |
| Syria                        | -                    | -                                    | -                    | 1 (2006)        |
| Indonezja                    | -                    | -                                    | -                    | 1 (1990)        |
| Wietnam                      | -                    | -                                    | -                    | 1 (2000*)       |

* = jako gospodarz.